# A Rush of Blood to the Head
Albums de Coldplay
Parachutes (2000) Live 2003
(2003)
A Rush of Blood to the Head est le second album du groupe de rock alternatif britannique Coldplay, coproduit par Ken Nelson, paru le 26 août 2002 en Angleterre et vers octobre en France.
Dans la lignée du précédent opus, Parachutes, il fut chaudement accueilli auprès des critiques et du public, écoulé à plus de 13 millions d'exemplaires dans le monde, dont plus de 3 millions en Grande-Bretagne, où il fut par ailleurs certifié 10 fois disque de platine,. Également, il fut primé du Grammy Award du meilleur album de musique alternative en 2003 (à l'instar de Parachutes un an plus tôt) et du Grammy Award de l'enregistrement de l'année pour le single Clocks, en 2004.
Il se place à la 473e position dans le classement des 500 plus grands albums de tous les temps du magazine Rolling Stone.

## Élaboration de l'album
Le groupe s'attela à la tâche quelques jours après les événements du 11 septembre, ce qui influença grandement l'ambiance générale des compositions. Les premiers essais se déroulèrent dans des studios londoniens, mais furent peu concluants, le groupe n'étant pas habitué à la ville. Il fut donc choisi de revenir à Liverpool, où une partie de Parachutes fut enregistrée, cette décision ne tardant pas à porter ses fruits, alors que Chris indiqua qu'ils devinrent « obsédés » par la composition.
Au total, une vingtaine de pistes furent écrites pour l'album, dont certaines furent interprétées en live (In My Place, Animals…) alors que le groupe était au terme de la tournée promotionnelle du premier album.

### Début des enregistrements avecIn My Place
In My Place fut le morceau de départ pour la bande, qui le sortit plus tard en tant que premier single de l'album, car il les avait poussés à s'y atteler, alors que, près de 3 mois après la parution du premier opus, le groupe traversait « une étrange période, où personne ne savait vraiment ce qu'il faisait ». « Il y a un truc qui nous a lancé; In My Place. Les chansons suivantes coulèrent ensuite de source » expliqua le chanteur Chris Martin.
Les sessions se déroulèrent autour d'une collaboration entre Chris et le guitariste Jonny Buckland, qui travaillèrent durant les week-ends pour présenter les nouvelles idées au reste de l'équipe en chaque début de semaine.

### Conclusion de l'album autour deClocks
Dans le courant de juin 2002, la bande arriva au terme de son travail. Cependant, le rendu final fut loin de faire l'unanimité, et la date de sortie de l'album fut repoussée par le label afin de permettre au groupe de peaufiner son œuvre.
Ainsi, nombre de pistes furent supprimées de la sélection, Martin affirmant que le fait qu'elles auraient pu se retrouver sur « Parachutes » était inintéressant : « ça serait comme si nous voulions montrer que nous étions satisfaits de notre précédent travail, et ce n'est pas le cas. Il était important pour nous de progresser, d'améliorer nos compétences afin d'évoluer musicalement parlant ». De telles ambitions perturbèrent le fil les sessions, « qui durent quelquefois s’arrêter brutalement sous la menace d'un ou plusieurs membres prétendant vouloir tout plaquer ».
Juste après la participation du groupe au festival de Glastonbury, ils ressortirent des tiroirs une cassette d'ébauches non-terminées à temps pour l'album et prévues pour l'opus suivant, archivée sous le nom de "Songs for #3". Et c'est une démo construite autour d'un riff de piano, « sorti de nulle part » un soir où Martin s'était retrouvé seul dans les studios, qui attira particulièrement l'attention de l'équipe. « Je veux voir celle-ci sur l'album, indiqua alors le manager Phil Harvey, car [les paroles] […] ne doivent pas attendre, elles expriment l'urgence ». Le résultat final donna l'un des favoris du groupe; Clocks, qui figure depuis peu dans la liste Rolling Stones des 500 plus grandes chansons de l’Histoire.

## Titres
| No  | Titre                          | Durée |
| --- | ------------------------------ | ----- |
| 1.  | Politik                        | 5:18  |
| 2.  | In My Place                    | 3:48  |
| 3.  | God Put A Smile Upon Your Face | 4:57  |
| 4.  | The Scientist                  | 5:09  |
| 5.  | Clocks                         | 5:07  |
| 6.  | Daylight                       | 5:27  |
| 7.  | Green Eyes                     | 3:43  |
| 8.  | Warning Sign                   | 5:31  |
| 9.  | A Whisper                      | 3:58  |
| 10. | A Rush of Blood to the Head    | 5:51  |
| 11. | Amsterdam                      | 5:19  |

## Singles
- In My Place (2002) no 17 Alternative radios, no 2 Radios adultes aux États-Unis, no 2 au Royaume-Uni
- The Scientist (2002) no 18 Alternative radios, no 34 Radios adultes aux États-Unis, no 10 au Royaume-Uni
- Clocks (2003) no 29 aux États-Unis, no 9 Alternative radios aux États-Unis, no 4 Radios adultes aux États-Unis, no 9 au Royaume-Uni
- God Put A Smile Upon Your Face (2003)

## Certifications
| Pays              | Certification | Ventes/Équivalence |
| ----------------- | ------------- | ------------------ |
| États-Unis (RIAA) | 4 × Platine   | 4 000 000          |
| France (SNEP)     | 2 × Or        | 200 000            |